# 마크 버넷
마크 버넷(영어: Mark Burnett, 1960년 7월 17일 ~ )은 잉글랜드의 텔레비전 프로듀서다.

## 영화
- 시티즌 허스트 (2012) - 주연
- 선 오브 갓 (2014) - 제작
- 벤허 (2016) - 제작

## 방송
- 온 더 랏 (2007) - 제작
- A.D. 더 바이블 컨티뉴스 (2015) - 연출